# 유럽 의회의 정치그룹
유럽 의회의 정치그룹(영어: political groups of the European Parliament)은 비슷한 정치관을 가진 유럽 의회의 의원들로 구성된 일종의 교섭단체이며, 유럽 의회에서는 정치그룹이 정당의 역할을 가진다. 유럽 의회는 각자의 국적이 아닌 이념에 따라 그룹을 나누는 초국가 기구로서, 정치그룹은 단일 혹은 복수의 범유럽 정당으로 구성되어 있고, 어떤 범유럽 정당에도 속하지 않은 의원도 있다. 시대에 따라, 현 의회에는 총 8개의 정치그룹이 있으며, 그 중 하나는 무소속 정치그룹이다.

## 정치그룹 구성 요건
유럽 의회 의원들은 정치그룹을 조직함으로서 다양한 이점을 누리는데, 구체적으로는 재정 지원과 결정안을 제출할 수 있는 추가적인 의회 권리도 가질 수 있다.
유럽 의회에서 정치그룹 구성 요건은 유럽 의회 절차규정 33조로 규정되어 있다. 마지막으로 개정된 2021년부터는 회원국의 최소 1/4 국가(현재는 27개 회원국이므로 최소 7개 국가)의 최소 23명의 유럽 의회 의원이 구성 요건이다. 의원은 복수의 정치그룹에 가입할 수 없다. 의원의 사임 등의 이유로 회기 중에 정치그룹이 요건에 미달하게 되는 경우에도 정치그룹이 유지될 수 있는데, 이전에 최소 1년 동안 존재했어야 하고 회원국의 1/5 국가(즉, 6개 국가)의 의원이 남아있을 경우 정치그룹 유지가 가능하다.

## 현재의 정치그룹
| 그룹 | 그룹                             | 범유럽 정당                                                                                 | 대표                                | 연도   | 의원 수   |
| ---- | -------------------------------- | ------------------------------------------------------------------------------------------- | ----------------------------------- | ------ | --------- |
|      | 유럽 국민당 그룹 (EPP)           | - 유럽 국민당 (EPP)                                                                         | 만프레트 베버                       | 1952년 | 177 / 703 |
|      | 사회민주진보동맹 (S&D)           | - 유럽 사회당 (PES)                                                                         | 이라체 가르시아                     | 1953년 | 145 / 703 |
|      | 리뉴 유럽 (Renew)                | - 유럽자유민주동맹당 (ALDE Party) - 유럽 민주당 (EDP)                                       | 스테판 세주르네                     | 2019년 | 102 / 703 |
|      | 녹색당-유럽 자유동맹(Greens–EFA) | - 유럽 녹색당 (EGP) - 유럽 자유동맹 (EFA) - 유럽 해적당 (PPEU) - 볼트 유로파 (Volt)         | - 스카 켈러 - 필리프 람베르         | 1999년 | 72 / 704  |
|      | 정체성과 민주주의 (ID)           | - 정체성과 민주주의당 (ID Party)                                                            | - 마르코 찬니                       | 2019년 | 65 / 703  |
|      | 유럽 보수와 개혁 (ECR)           | - 유럽 보수와 개혁당 (ECR Party) - 유럽 기독교 정치 운동 (ECPM)                             | - 라파엘레 피토 - 리샤르트 레구트코 | 2009년 | 64 / 703  |
|      | 유럽 의회 좌파–GUE/NGL(GUE-NGL)  | - 유럽 좌파당 (PEL) - 북유럽 녹색좌파동맹 (NGLA) - 이제는 인민! (NTP!) - 동물정치 EU (APEU) | - 마농 오브리 - 마르틴 시르더반     | 1995년 | 39 / 703  |
|      | 무소속                           | - 평화와 자유 동맹 (APF) - 공산당 노동당 계획 (INITIATIVE)                                  | –                                   | –      | 41 / 703  |

## 같이 보기
- 틀:범유럽 정당